# پونگ
پونگ یکی از قدیمی‌ترین بازی‌های آنلاین ویدئویی و اولین بازی ویدیوی ورزشی است.